# ودي هاريس
ودي هاريس (بالإنجليزية: Woody Harris)‏ هو كاتب أغاني وملحن أمريكي، ولد في 1 نوفمبر 1911، وتوفي في 19 فبراير 1985.

## وصلات خارجية
- ودي هاريس على موقع ميوزك برينز (الإنجليزية)
- ودي هاريس على موقع ديسكوغز (الإنجليزية)